# تورو ۱۶۸۵
سیارک ۱۶۸۵ (به انگلیسی: 1685 Toro، نامگذاری:1948OA) هزار و ششصد و هشتاد و پنجمین سیارک کشف شده‌است که در ۱۷ ژوئیه ۱۹۴۸ کشف شد.
قدر مطلق سیارک برابر ۱۴٫۲۳ است.